# Hagwilget Peak
Hagwilget Peak är en bergstopp i Kanada.   Den ligger i provinsen British Columbia, i den centrala delen av landet, 3 700 km väster om huvudstaden Ottawa. Toppen på Hagwilget Peak är 2 055 meter över havet, eller 167 meter över den omgivande terrängen. Bredden vid basen är 1,9 km.
Terrängen runt Hagwilget Peak är kuperad norrut, men söderut är den bergig. Trakten runt Hagwilget Peak är nära nog obefolkad, med mindre än två invånare per kvadratkilometer.. Närmaste större samhälle är New Hazelton, 5,3 km norr om Hagwilget Peak.
Trakten runt Hagwilget Peak består i huvudsak av gräsmarker.